# Michael Tapper
Paul Michael Tapper, född 1959, är en svensk filmvetare och filmkritiker. 

## Biografi
Michael Tapper är docent och anknuten forskare i filmvetenskap vid Lunds universitet. Han har även varit ordförande för Lunds Studenters Filmstudio och 1998-2002 chefredaktör för tidskriften Filmhäftet, som 2003 blev engelskspråkig och bytte titel till Film International där han var chefredaktör 2003–2005. Han är sedan 1989 skribent i Nationalencyklopedin, från 1996 på sajten ne.se och från 2001 även i Nationalencyklopedins årsbok. Åren 2004–2007 satt han i redaktionsrådet för Cinema Journal. Han var 2005-2006 ensam filmskribent i uppslagsverket AHA och medverkade även i Svenska Filminstitutets referensverk Svensk filmografi.
Michael Tapper är filmkritiker i Sydsvenskan sedan 1999 och Helsingborgs Dagblad sedan 2015 samt har även skrivit i  Aftonbladet, filmtidningen Chaplin och Populär Historia samt antologier som Mer än tusen ord: Bilden och de historiska vetenskaperna (2002), 1001 Movies You Must See Before You Die (2003), Lars von Trier: Interviews (2003), Solskenslandet: Svensk film på 2000-talet (2006), Den skandinaviske krimi som medieprodukt (2010) och Scandinavian Crime Fiction (2011), Mordets ädla konst (2014), Den nya svenska filmen (2014) och Svärd, sandaler och skandaler (2015). År 2011 utkom han med två monografier: doktorsavhandlingen Snuten i skymningslandet: Svenska polisberättelser i roman och film 1965-2010, som fick Svenska Deckarakademins pris samma år i kategorin Bästa faktabok, och Clint Eastwood. Hans senaste bok är Ingmar Bergman's 'Face to Face' (2017)

## Utmärkelser
År 2000 tilldelades han Jurgen Schildt-priset. Han tilldelades Elisabet Sörenson-stipendiet 2002.